# معركة مارون الراس
معركة مارون الراس كانت إحدى معارك حرب لبنان 2006 التي وقعت في مارون الراس وهي قرية صغيرة في جنوب لبنان على الحدود مع إسرائيل وجال الدير معقل قريب لحزب الله. كانت هذه المعركة أول معركة برية خطيرة في حرب لبنان عام 2006. قاتل إلى حد كبير من قبل قوات النخبة على كلا الجانبين وسيكون لها عواقب وخيمة على مستقبل الحرب. على الرغم من أن القوات الإسرائيلية استولت على معظم البلدة إلا أنها لم تؤمنها بالكامل.

## الصدام في المحمية الطبيعية
هناك نسختان إسرائيليتان مختلفتان حول كيفية بدء معركة مارون الراس. قال غال هيرش قائد الفرقة 91 أنه تم إرسال وحدة مكونة من 18 جنديا من قوات ماجلان الخاصة النخبة لاحتلال موقع لحزب الله في جبل جل الدير الذي قصفت منه قرية أفيفيم الإسرائيلية المجاورة. كذلك قرية صغيرة قريبة من مارون الراس. إذا كانت هذه القصة صحيحة فيبدو أن الجيش الإسرائيلي قد قلل من شأن قوة حزب الله. بيد أن القيادة العامة للجيش الإسرائيلي كانت تقوم بمهمة استطلاعية وتحت أوامر صارمة بتجنب معاقل حزب الله أو القرى الشيعية. وفقا لهذه القصة فإن وحدة ماغلان دخلت إلى معقل حزب الله عن طريق الخطأ.
بعد تسلق حاد في التل في 19 يوليو وصلت فرقة ماغلان الإسرائيلية المكونة من 18 رجلا من القوات الخاصة إلى القمة المجاورة للقرية. أدرك الجنود الإسرائيليون أنهم محاطون بمواقع حزب الله. أوعز الفريق إلى إجراء اتصالات خلال النهار وتلا ذلك اشتباك عنيف بالقرب منهم والرقيب الأول يوناتان هاداسي ضرب من مسافة قريبة والرقيب الأول يوتام جيلبوا هرع لإنقاذ الفرقة بالضرب من مسافة قريبة. قتل كلاهما على الفور وأصيب تسعة آخرون بجروح. تولى الرائد أميت زئيفي القيادة بدفع عدة جنود إلى الاشتباك. تدعي إسرائيل في وقت لاحق أنها قتلت 5 من مقاتلي حزب الله في الاشتباك.
لم يكن لدى معظم جنود ماغلان أي فكرة عما هي محمية طبيعية لحزب الله. حتى ضباط الجيش الإسرائيلي الذين أمروا بالعملية يعتقدون أنها كانت «في معظمها كهف أو مخبأ». قال قائد المظليين هاغاي موردخاي بعد الحرب أن المحميات الطبيعية فاجأته أكثر في المعارك المبكرة. أصبحت «المحميات الطبيعية» عامية بين الجنود التابعين لالجيش الإسرائيلي خلال الحرب من أجل معاقل حزب الله المحصنة جيدا والواقعة خارج المناطق المبنية في جنوب لبنان. كان لديهم مواقع إطلاق النار المحمية بشكل جيد لصواريخ الكاتيوشا فضلا عن المخابئ والأنفاق لحماية المقاتلين عادة وحدة نصر وهي قوة نخبة خاصة. كان محاطا بالفخاخ المتفجرة والمناجم ومراقبة الدوائر التلفزيونية المغلقة. أوزي مهنايمي وصفها ب«صناديق القتل». يبدو أن موظفي الجيش الإسرائيلي حاولوا التخلص من هذا المصطلح خشية أن ينظر إلى الجيش الإسرائيلي على أنه سيتسبب ببعض الأضرار الإيكولوجية. كانت المحمية الطبيعية في مارون الراس قبل انسحابها في عام 2000 موقعا إسرائيليا أطلق عليه اسم شاكيد.
قال أحد جنود ماغلان «لم نكن نعرف ما ضربنا». «في ثوان كان لدينا قتيلين». «كنا نتوقع خيمة وثلاثة كلاشينكوف وهذه هي المعلومات التي وصلتنا من الاستخبارات وبدلا من ذلك وجدنا باب صلب هيدروليكي مما يؤدي إلى شبكة مجهزة تجهيزا جيدا من الأنفاق».

## معركة مارون الراس
أتت الأخبار عن الاشتباك في المحمية الطبيعية صدمة للقيادة العامة الإسرائيلية. سرعان ما أرسلت مجموعة ريكون التابعة لالجيش الإسرائيلي كتعزيزات لمارون الراس للمساعدة في إجلاء وحدة ماغلان المتشابكة. في ليلة 19 يوليو انتقل المظليون نحو القرية مصحوبين بدبابات من الفوج السابع. في صباح العشرين وصلت الدبابتان إلى ضواحي القرية وتم نصبهما لكمين بصواريخ مضادة للدبابات. طغى المظليين على القرية مما يساعد الدبابات على الإخلاء وأرسل فريقا من 6 لدخول منزل لتأمينه من فوق. عندما دخلوا المظليين وجدوا أن لديهم نوافذ كبيرة مما يعرضهم للخطر وبالتالي قرروا الانتقال إلى منزل آخر. كما غادر قائد الفريق المنزل ثم تم إطلاق النيران الثقيلة عليه بما في ذلك الصواريخ على المنزل. كان المنزل يحترق وهكذا حاول القائد وجندي آخر دخول المنزل من الجزء الجنوبي للقاء الجنود المتشابكين في الداخل ولكن أطلقوا النار مرة أخرى. في هذا الوقت ألقى مقاتل من حزب الله قنبلة يدوية على الجنديين إلا أن القائد ألقى القنبلة وألقوها مرة أخرى مما أسفر عن مقتل مقاتلي حزب الله. لم يتمكن الجنديان من نقلهما إلى منزل الحرق حيث وصلا إلى منزل آخر حيث كان المتمركزون متمركزين. هاجم العديد من مقاتلي حزب الله المنزل لكنهم صدوا وقتلوا من جراء إطلاق نار فعال عليهم من المنزل. بعد خمس ساعات يمكن للجنود المحاصرين أن يجعلوه خارج المنزل المحترق الذي تغطيه المدفعية والمروحيات ووصلوا إلى المنزل الرئيسي في حين استولوا على جهاز إرسال تابع لحزب الله. استمعت القوات إلى مقاتلي حزب الله واكتسبوا معرفة بمكان وجودهم. استخدم الجنود نيران القناصة على مقاتلي حزب الله المتبقين وفي المساء أمر قائد حزب الله بالانسحاب من القرية. لم يصب أي من المظليين أثناء هذه المعركة.
في صباح يوم 20 يوليو نفسه تم استدعاء قائد وحدة القوات الخاصة في إيغوز المقدم مردخاي كاهانا إلى ضابط اللواء وأمر به بالمساعدة في تخليص المظليين المفترضين المحاصرين. تم إنشاء إيغوز في عام 1995 خصيصا لغرض قتال حزب الله في جنوب لبنان. رفض كاهانا في البداية فكرة التقدم من خلال التضاريس المفتوحة في وضح النهار. قال «إنها مهمة انتحارية» لكنه امتثل للأوامر في نهاية المطاف.
بحلول نهاية اليوم كان الآلاف من الجنود الإسرائيليين يقاتلون في جنوب لبنان على ما يبدو بشكل رئيسي في مارون الراس وحولها. كان الجنود الإسرائيليون «يبحثون عن الأنفاق... غالبا ما يتم حفرها تحت منازل في القرى». هاجمت مجموعة إيغوز سيارة مشبوهة على ما يبدو كانت تنقل مقاتلي حزب الله الجرحى الذين أصيبوا خلال المعركة مع سيريت زانشانيم إلى بلدة بنت جبيل القريبة. بعد ذلك شاهدت وحدات حزب الله في بنت جبيل التي هاجمت الإسرائيليين بكرة من صواريخ ساغر مما أسفر عن مقتل ضابط كبير وهو الرائد بنيامين هيلمان وجنديان. مجموعة إيغوز أخرى حيث أرسلت إلى إجلاء القتلى والجرحى ولكن تم استهدافها من قبل طائرة أخرى من صواريخ ساغر مما أدى إلى مزيد من الخسائر. في الوقت نفسه دخلت المجموعة الثالثة في معركة نارية داخل القرية حيث قتل جندي آخر. في المجموع قتل خمسة جنود إيغوز وستة جرحى في ذلك اليوم من القتال. كان أكثر يوم دموي في تاريخ المجموعة.
كان يوناتان فلاسيوك أحد ضحايا إيغوز مفقودا ولم يتم العثور عليه حتى اليوم التالي.
بحلول المساء نجح المظليين في السيطرة على معظم القرية. أطلقت المدفعية الإسرائيلية حوالي 8000 قذيفة على المحمية الطبيعية والقرية في اليومين الأولين من المعركة. قتل العديد من مقاتلي حزب الله. اكتشف المظليين وظيفة استماع متطورة جدا قادرة على الاستماع إلى اتصالات الجيش الإسرائيلي حتى في الضفة الغربية. غير أن الأنباء التي تفيد باحتلال مارون الراس تبدو سابقة لأوانها. سيستمر القتال لعدة أيام أخرى. قال سائق دبابة من اللواء السابع لصحيفة جيروزاليم بوست أن «العديد من دباباتنا أطلقت عليها العديد من صواريخ ساغر ولم يتم تدمير أي من الدبابات ولكن أصيب عدد قليل من أصدقائنا». زعم الجيش الإسرائيلي أن أبو جعفر قائد القطاع المركزي لحزب الله قتل في تبادل لإطلاق النار خلال المعركة وهو ما نفاه حزب الله. رفض كروك وبيري هذا الادعاء وكتب أن أبو جعفر أدلى بتعليقات علنية بعد انتهاء الحرب. إلا أن قائد قرية حركة أمل هاني علوية (أبو علي) قتل في الاشتباكات في مارون الراس في 20 يوليو. في 21 يوليو قتل محمد دمشق وهو قائد فرقة حزب الله في منطقة مارون الرس في القتال. طبقا لحزب الله فقد أطلق عليه قناص إسرائيلي النار في رأسه. استولى الجيش الإسرائيلي على جثته ونقلت إلى إسرائيل. خالد بزي قائد قوات حزب الله في منطقة بنت جبيل شارك شخصيا في معركة مارون الراس. في لحظة واحدة من المعركة فقد الاتصال معه لأنه كان يخشى أنه قد قتل. ظهر في وقت لاحق دون أن يصاب بأذى لكنه قتل بعد بضعة أيام خلال غارة جوية في بنت جبيل. في اليوم الثامن من المعركة عانى الجيش الإسرائيلي من مقتل الأخير في المعركة وهو مظلي قتل من جراء صاروخ.
لم ترد تقارير عن وقوع قتال كبير في مارون الراس في الأسبوعين الأخيرين من الحرب. من غير الواضح ما إذا كانت القوات الإسرائيلية قد نجحت في نهاية المطاف في السيطرة على القرية بأكملها. وفقا لفاركوهار كانت القرية غير مضمونة بحلول 5 أغسطس. تدعي إسرائيل أنها أصدرت أمرا عاما بالانسحاب نحو بنت جبيل. كروك وبيري يؤكدان أيضا أن مارون الراس لم يتم الاستيلاء عليها بشكل كامل. ذكرت هيئة الإذاعة البريطانية بعد أسبوع من دخول وقف إطلاق النار حيز التنفيذ التي تحتلها إسرائيل فقط في الجانب الجنوبي من القرية في حين حافظ حزب الله وجود ظاهر في أجزاء أخرى من القرية. لا توجد مؤشرات واضحة بأن الجيش الإسرائيلي قد حصل فعلا على السيطرة على محمية شاكيد أو ما إذا كان استمرار الصواريخ للإطلاق من هذا الموقف. وفقا لحساب نشر في وقت لاحق في إسرائيل هايوم فإن ثلاثة جنود من وحدة ماغلان اقتحموا في نهاية المطاف موقع لحزب الله مما أسفر عن مقتل خمسة من مقاتلي حزب الله وتدمير محمية طبيعية مع المتفجرات. هذه القصة غير مؤكدة من مصادر أخرى.
وفقا للحساب الإسرائيلي الرسمي للمعركة فإن 13 مقاتل من حزب الله قتلوا في مارون الراس. عندما سمع قائد القيادة الشمالية لالجيش الإسرائيلي غال هيرش الأخبار كان سعيدا وأبلغ رئيس القيادة الشمالية آدم. تعرض آدم لضغوط شديدة لتقديم انتصار وطالب بإثبات في صورة صور لمقاتلي حزب الله الموتى. كان القادة في الميدان مترددين في الامتثال مدعين أن هذا من شأنه أن يعرض الجنود الإسرائيليين للخطر. ربما كان هذا مبررا ولكنه يظهر كيف كانت السيطرة الإسرائيلية غير المستقرة على القرية في ذلك الوقت. في وزارة الدفاع كان هناك شكوك واسعة النطاق بأن الادعاء بقتل 13 من مقاتلي حزب الله كان مجرد مفاخرة.
أمر رئيس الأركان دان هالوتز بإحضار جميع الجثث 13 إلى إسرائيل لعرضها على وسائل الإعلام. وصف أودي آدم والمظليين هذا بأنه مضيعة للوقت. في النهاية تم نقل ست جثث فقط من مقاتلي حزب الله إلى إسرائيل على ناقلات. ست جثث من أصل ما مجموعه حوالي عشر جثث خلال الحرب كلها (ما تبقى على ما يبدو من القتال حول بنت جبيل) عادوا في وقت لاحق إلى لبنان في تبادل الأسرى عام 2007 وعام 2008. تقديرات إسرائيلية أخرى شبه رسمية يدعي أن 26 من مقاتلي حزب الله توفوا في المعركة. بحسب مسؤولين في حزب الله لم يدافع عنه سوى 17 مقاتلا بينما توفي سبعة منهم في المعركة.
كان هيرش قد أمر الشرطة العسكرية في إسرائيل بإعداد مرافق للسجناء المائة. لم يأسر أي منهم في معركة مارون الراس.

## فيما بعد
أصبحت معركة مارون الراس نقطة تحول في حرب لبنان. بعد أن أدركت إسرائيل أن الجيش الدائم لم يكن كافيا لهزيمة حزب الله قررت إسرائيل أخيرا في 22 يوليو استدعاء الاحتياطيات. زاد هذا القرار الخيارات المتاحة لإسرائيل وسيؤدي في نهاية المطاف إلى اتخاذ قرار في نهاية يوليو لبدء العمليات البرية. بدأت عملية تغيير الاتجاه 8 في 31 يوليو بهدف السيطرة على منطقة أمنية تمتد من 6 إلى 8 كيلومترات على طول الحدود اللبنانية بأكملها وهو هدف لم يتحقق أبدا. في 9 أغسطس أطلقت إسرائيل عملية تغيير الاتجاه 11 التي تهدف إلى احتلال جنوب لبنان حتى نهر الليطاني.
في مارون الراس واجه الجيش الإسرائيلي للمرة الأولى هجمات حزب الله بالصواريخ المضادة للدبابات والصواريخ الموجهة وخاصة الأثر المميت لتقنية الاحتشاد. كما قال أحد أعضاء إيجوز في وقت لاحق: «ماذا يمكنك أن تفعل عندما يتم إطلاق صاروخ عليك غير أن تتلي صلاتك»؟ حظرت القيادة الشمالية للجيش الإسرائيلي إدخال المركبات إلى لبنان باستثناء الدبابات وشركات ناقلة الجنود الثقيلة مثل اشزريت. من شأن ذلك أن يؤثر سلبا على قدرة الجيش الإسرائيلي على تزويد قواته في وقت لاحق من الحرب. ومع ذلك أظهرت المعركة في مارون الراس أن هذه العربات المدرعة الثقيلة لم تكن قادرة على صواريخ حزب الله.
الدرس الأكثر إيلاما الذي تعلمه الجيش الإسرائيلي في مارون الراس هو الفعالية القتالية لحزب الله في المحميات الطبيعية. بعد المعركة فإن رئيس القيادة الشمالية لالجيش الإسرائيلي الجنرال أودي آدم نهى أي هجمات أخرى على المحميات الطبيعية. «يمكن لمحمية طبيعية ابتلاع كتيبة بأكملها». سيظل هذا الحظر ساري المفعول طوال الحرب وسيحدد إلى حد كبير نتيجة الحرب. لم تكن المحميات الطبيعية الراسخة عرضة لقصف المدفعية أو القصف الجوي. إن قرار عدم مهاجمة هذه المواقع التي تبعد أحيانا مئات الأمتار عن الحدود الإسرائيلية جعل من الممكن لحزب الله أن يواصل إطلاق الصواريخ على شمال إسرائيل طوال الحرب. أطلقت معظم صواريخ الكاتيوشا القصيرة المدى التي أطلقت على إسرائيل أثناء الحرب من المحميات الطبيعية. خلصت هيومن رايتس ووتش في تقرير إلى أن «حزب الله يخزن معظم صواريخه في المخابئ ومرافق تخزين الأسلحة الموجودة في الحقول والوديان غير المأهولة» و«أطلق الغالبية العظمى من صواريخه من مواقع تم إعدادها مسبقا خارج القرى».
انتقد تقرير عن الحرب الذي أعده لجنة الشؤون الخارجية والدفاع بالكنيست بشدة قرار عدم مهاجمة المحميات الطبيعية وادعى أنه «لعبة في أيدي حزب الله».

## القتلى الإسرائيليون
أكدت إسرائيل رسميا أن ثمانية جنود قتلوا في المعركة:
19 يوليو 2006
- الرقيب الأول يوناتان هاداسي (ماغلان)، 21 عاما، من كيبوتس ميرهافيا
- الرقيب الأول يوتام جيلبوا (ماغلان)، 21 عاما، من كيبوتس ماوز حاييم

20 يوليو 2006
- اللواء بنيامين (بنجي) هيلمان (إيغوز)، 27 عاما، من مكابيم ريعوت
- الرقيب الأول ريفنيل مسكال (إيغوز)، 21 عاما، من مازكيريت باتيا
- الرقيب الأول ناداف بيلوها (إيغوز)، 21 سنة، من كرمئيل
- الرقيب الأول ليران سعدية (إيغوز)، 21 عاما، من كريات شمونة
- الرقيب الأول يوناتان (سيرجي) فلاسيوك (إيغوز)، 21 عاما، من كيبوتس لاهاف

26 يوليو 2006
- الملازم ييفته شريرر (المظليين، بات 101)، 21 عام، من حيفا

## قتلى حزب الله
أفاد حزب الله عن فقدان 7 مقاتلين في المعركة. ذكر الحساب الإسرائيلي الرسمي أن 13 من مقاتلي حزب الله قد قتلوا. ادعى الجنرال أودي آدم أن عدد القتلى في حزب الله كان أعلى في الواقع ولكن لا يمكن حسابه بالكامل لأنه أمر جنوده بعدم المخاطرة بحياتهم لاستعادة العدو الميت. قدر ضابط إسرائيلي شارك في المعركة أن ما لا يقل عن 30 مقاتلا من حزب الله قتلوا.